# Dąbrówka (gmina)
Dąbrówka (do 1948 gmina Małopole) – gmina wiejska w województwie mazowieckim, w powiecie wołomińskim. 
Siedziba gminy to Dąbrówka.
Według danych z 30 czerwca 2004 gminę zamieszkiwały 6843 osoby, a według spisu powszechnego z 2011 roku 7636.
Gmina jest członkiem Związku Gmin Wiejskich RP oraz Związku Gmin Zalewu Zegrzyńskiego.
Według danych z 31 grudnia 2019 roku gminę zamieszkiwało 8150 osób.

## Położenie
Gmina Dąbrówka jest znajduje się 35 km od Warszawy i posiada charakter rolniczy z rozwiniętą rekreacją indywidualną (działki rekreacyjne). Przez obszar gminy przepływa rzeka Bug oraz przebiega tędy również droga krajowa nr 8 i trasa europejska E67 Warszawa – Białystok – Helsinki tzw. Via Baltica.

## Historia
Do 1948 gmina Dąbrówka nosiła nazwę Gmina Małopole. W latach 1975–1998 gmina położona była w województwie ostrołęckim. Po reformie administracyjnej gmina znajduje się w województwie mazowieckim, w powiecie wołomińskim.
29 lipca 2012 przez teren gminy przeszła potężna wichura, w wyniku której silny wiatr zerwał 10 dachów z budynków mieszkalnych i 2 z budynków gospodarczych oraz powalił ok. 50 drzew w miejscowościach: Lasków, Małopole, Trojany i Kołaków. Dodatkowo zerwaniu uległa linia energetyczna.

## Struktura powierzchni
Według danych z roku 2002 gmina Dąbrówka ma obszar 109,05 km², w tym:
- użytki rolne: 71%
- użytki leśne: 20%

Gmina stanowi 11,41% powierzchni powiatu.

## Demografia

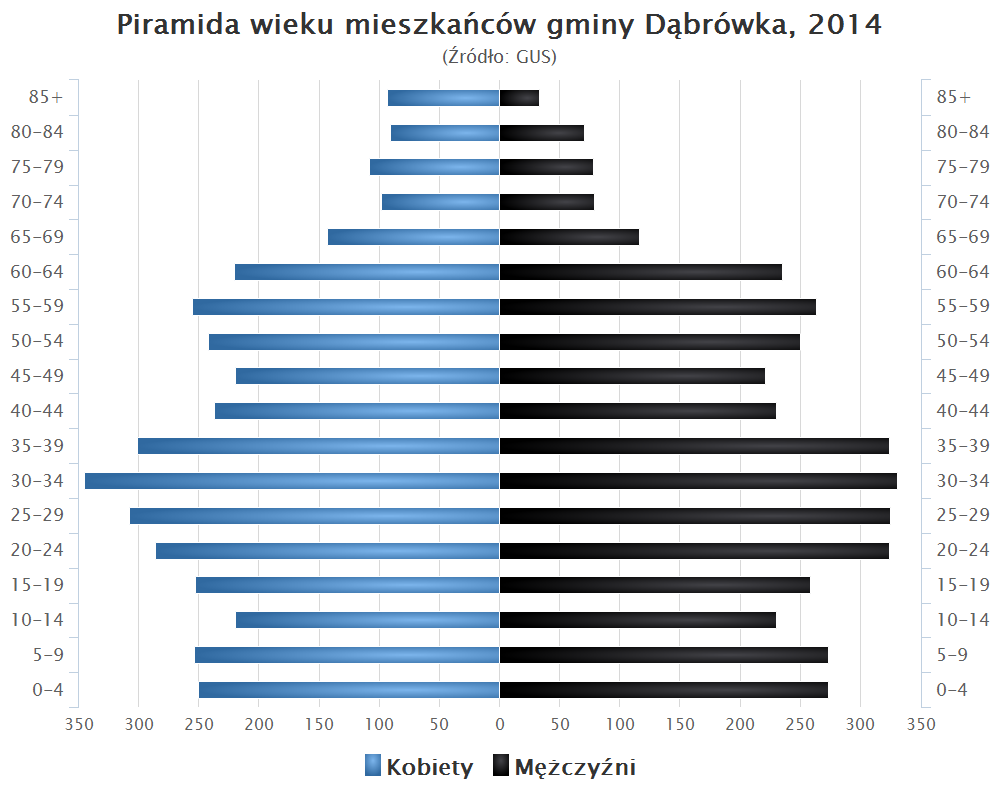
Piramida wieku mieszkańców gminy Dąbrówka w 2014 roku

Dane z 30 czerwca 2004:
| Opis                              | Ogółem | Ogółem | Kobiety | Kobiety | Mężczyźni | Mężczyźni |
| --------------------------------- | ------ | ------ | ------- | ------- | --------- | --------- |
| jednostka                         | osób   | %      | osób    | %       | osób      | %         |
| populacja                         | 6843   | 100    | 3401    | 49,7    | 3442      | 50,3      |
| gęstość zaludnienia (mieszk./km²) | 62,8   | 62,8   | 31,2    | 31,2    | 31,6      | 31,6      |

## Sołectwa
Chajęty, Chruściele, Cisie, Czarnów, Dręszew, Działy Czarnowskie, Dąbrówka, Guzowatka, Józefów, Karolew, Karpin, Kowalicha, Kołaków, Kuligów, Lasków, Ludwinów, Marianów, Małopole, Ostrówek, Sokołówek, Stanisławów, Stasiopole, Teodorów, Trojany, Wszebory, Zaścienie, Ślężany.

## Sąsiednie gminy
Klembów, Radzymin, Somianka, Tłuszcz, Zabrodzie.